# Тафтс, Чарльз
Чарльз Тафтс (16 июля 1781 — 24 декабря 1876) — американский бизнесмен и филантроп.

## Биография
Родился в Медфорде, штат Массачусетс, в семье Даниэля и Эбигейл Тафтсов. Он был потомком Питера Тафтса, одного из первых колонистов, приехавшего в Америку из Англии около 1637 года. Получил общее образование. Был хозяином кирпичного завода, который был главным источником его богатства, а также унаследовал большое количество земли. Тафтс пожертвовал 20 акров (8.1 гектаров) земли в Медфорде, штат Массачусетс, для учебного заведения, позже названного Университетом Тафтса. Со временем Чарльз Тафтс пожертвовал ещё 80 акров (32 гектара), в результате чего площадь кампуса достигла 100 акров (40 гектаров).
Он женился на Ханне Робинсон в 1821 году, но детей у них не было.
Умер в Сомервилле, штат Массачусетс, где также находится часть кампуса Университета Тафтса. Похоронен на кладбище Маунт-Оберн в Кембридже.

## Память и наследие
- Университет Тафтса
- В его честь был назван транспортный корабль типа «Либерти», построенный в Портленде, штат Орегон, в 1944 году.